# Franco P. Preparata
Franco P. Preparata es un científico de la computación especializado en los campos de Teoría de códigos y geometría computacional, y profesor emérito en la Brown University. Es conocido por haber diseñado los Códigos Preparata en 1968 y haber acuñado el término "geometría computacional" en su libro de 1985.